# 試觀此人

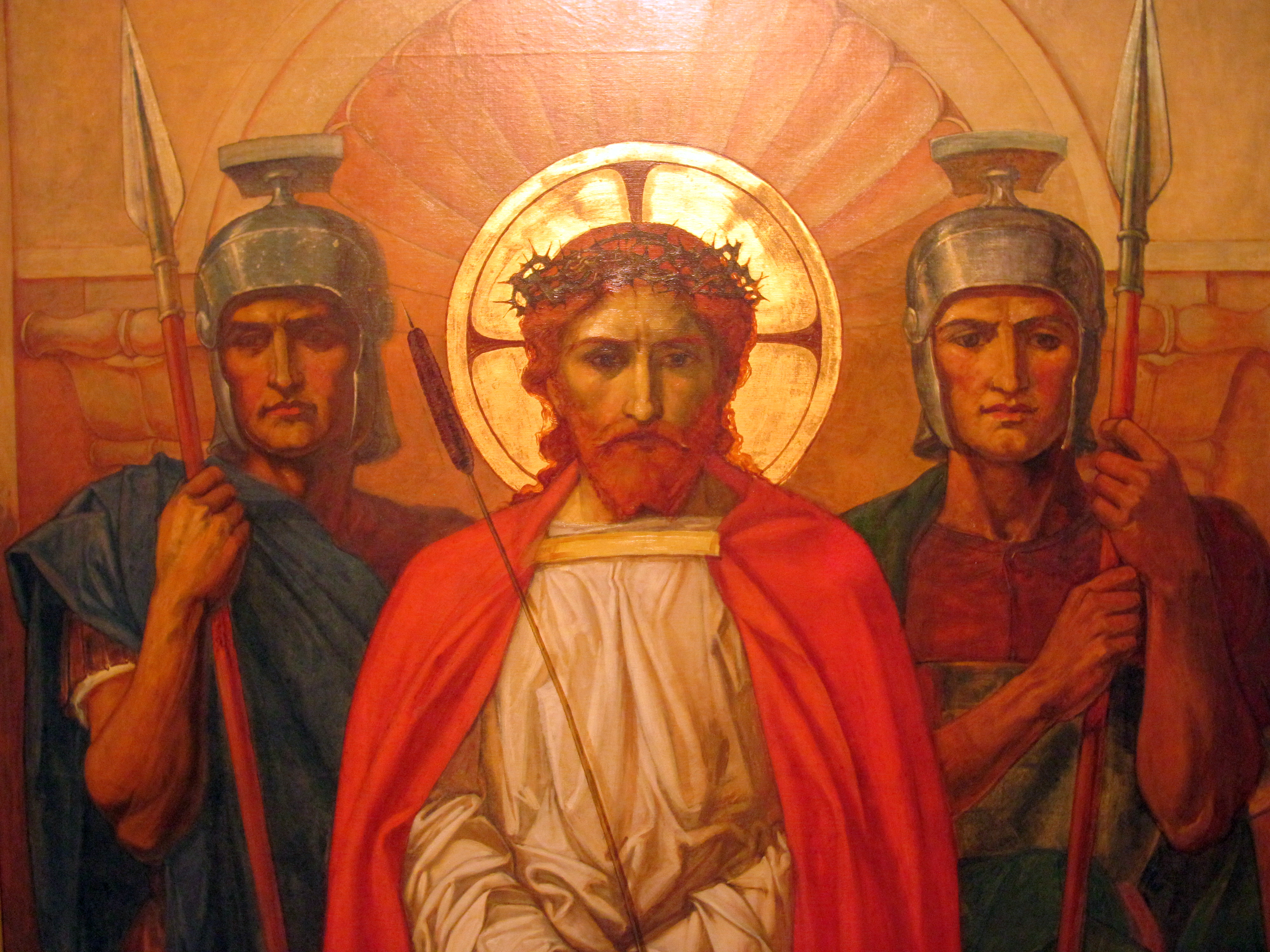
身披紫袍，頭戴荊棘冠冕的耶穌和兩個羅馬士兵

「試觀此人」（拉丁語：Ecce homo；拉丁語發音：[ˈɛttʃɛ ˈɔmɔ]；拉丁語發音：[ˈɛkkɛ ˈhɔmoː]），是基督教经典《新约聖經·四福音书》的《約翰福音》第19章第5节中，羅馬帝國駐猶太行省總督本丟·彼拉多所說的話。彼拉多令士兵鞭打耶穌基督後，向眾人展示身披紫袍，頭戴荊棘冠冕的耶穌時，對眾人說了這話，是於耶穌被釘死在十字架上之前不久。這一句的拉丁文，出自武加大譯本，古希臘语原文為。
這一句被各圣经汉语译本分别譯为：「試觀此人」（委辦譯本）、「試觀斯人」（文理和合本）、「斯人也」（東正教新遺詔聖經）、「可以觀其人矣」（吳經熊新經全集）、「你們看這個人」（國語和合本）、「看，這個人！」（思高譯本、新譯本）、「看哪，這個人！」（呂振中譯本、恢復本、和合本修訂版）、「看啊，這個人！」（新漢語譯本）、「瞧！這個人！」（現代中文譯本）等。
「試觀此人」這一場面，成為很多基督教藝術作品的題材。這些作品傳統上以Ecce homo為名。

## 藝廊

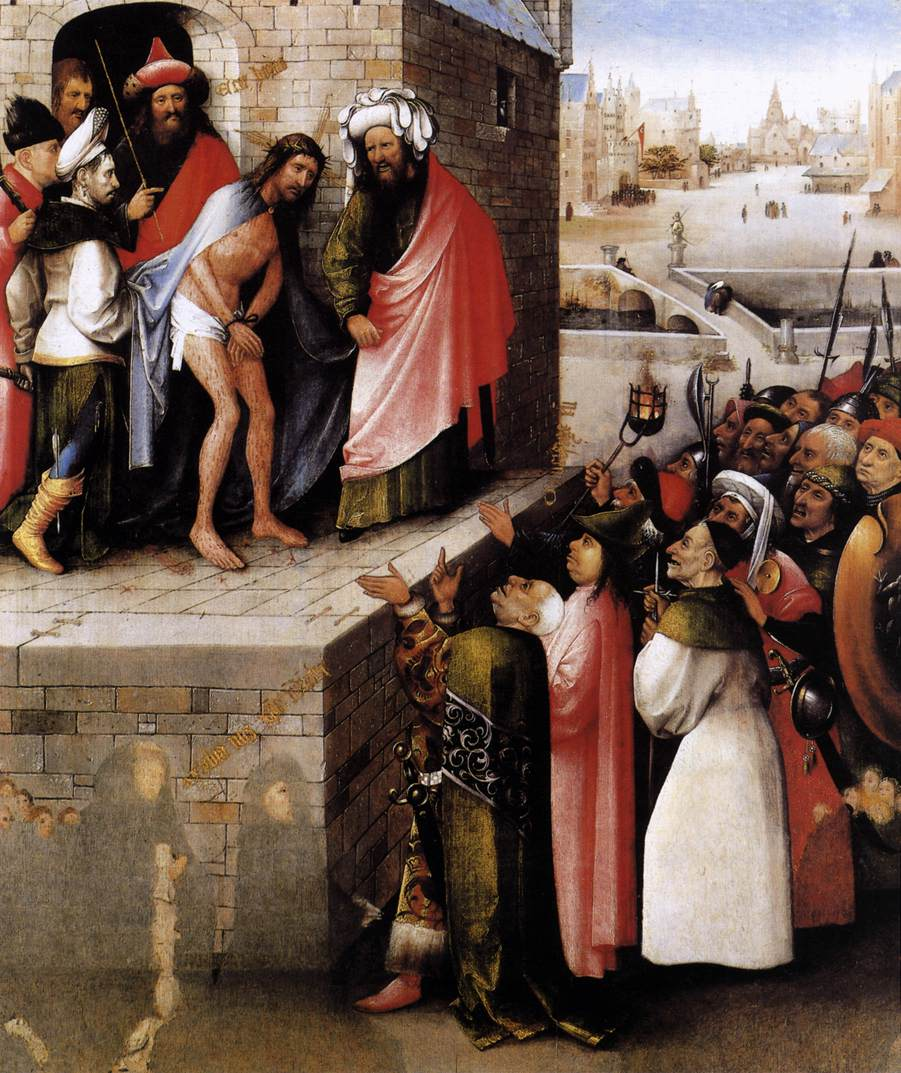
耶罗尼米斯·博斯，1470年代
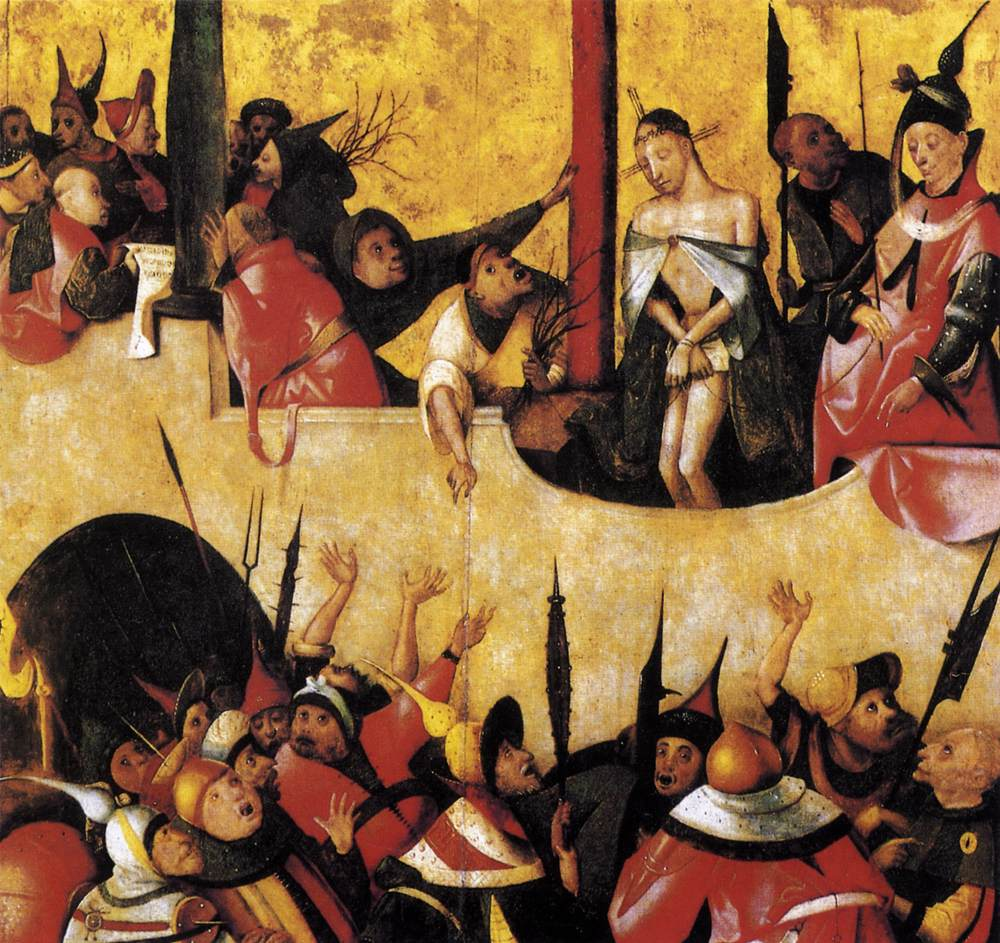
耶羅尼米斯·博斯的跟隨者，十五世紀
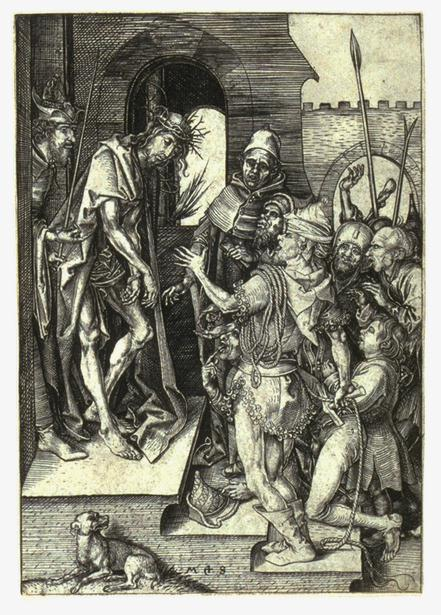
荀高爾，雕版畫，十五世紀
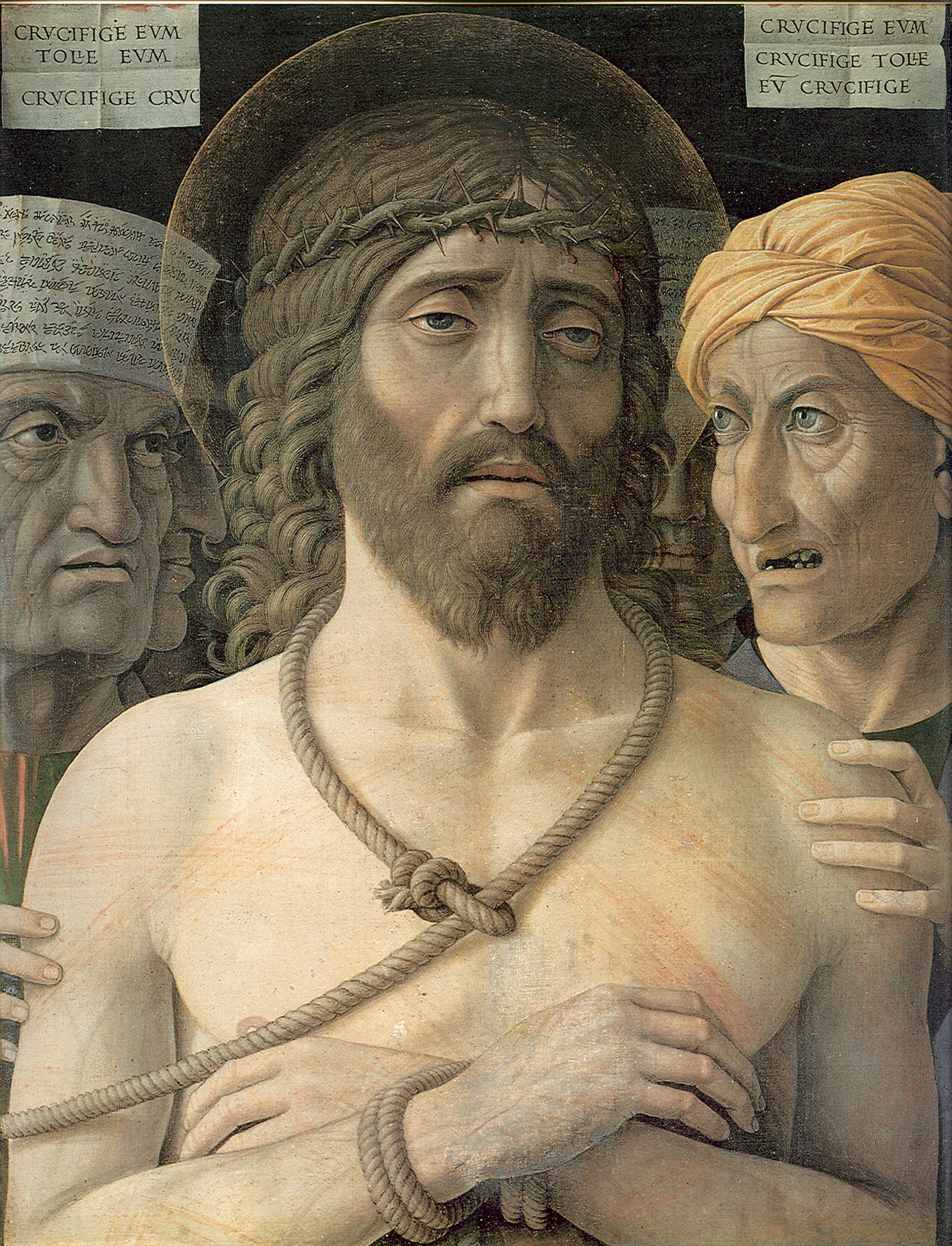
安德烈亚·曼特尼亚，1500年
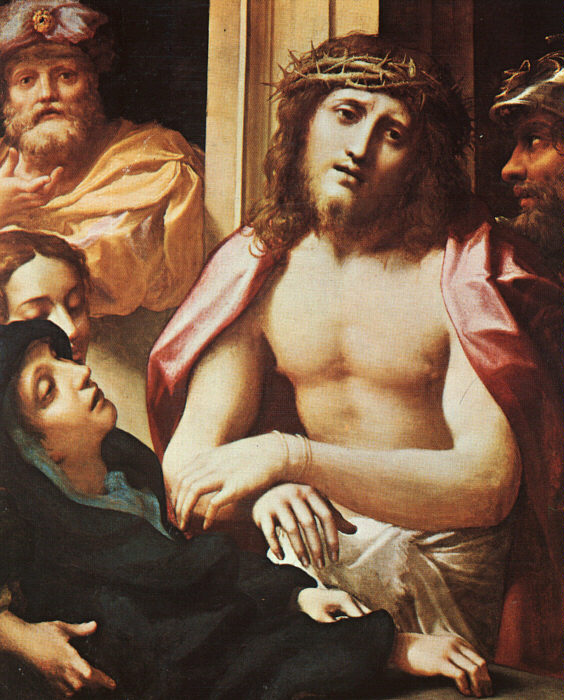
Correggio，16世紀
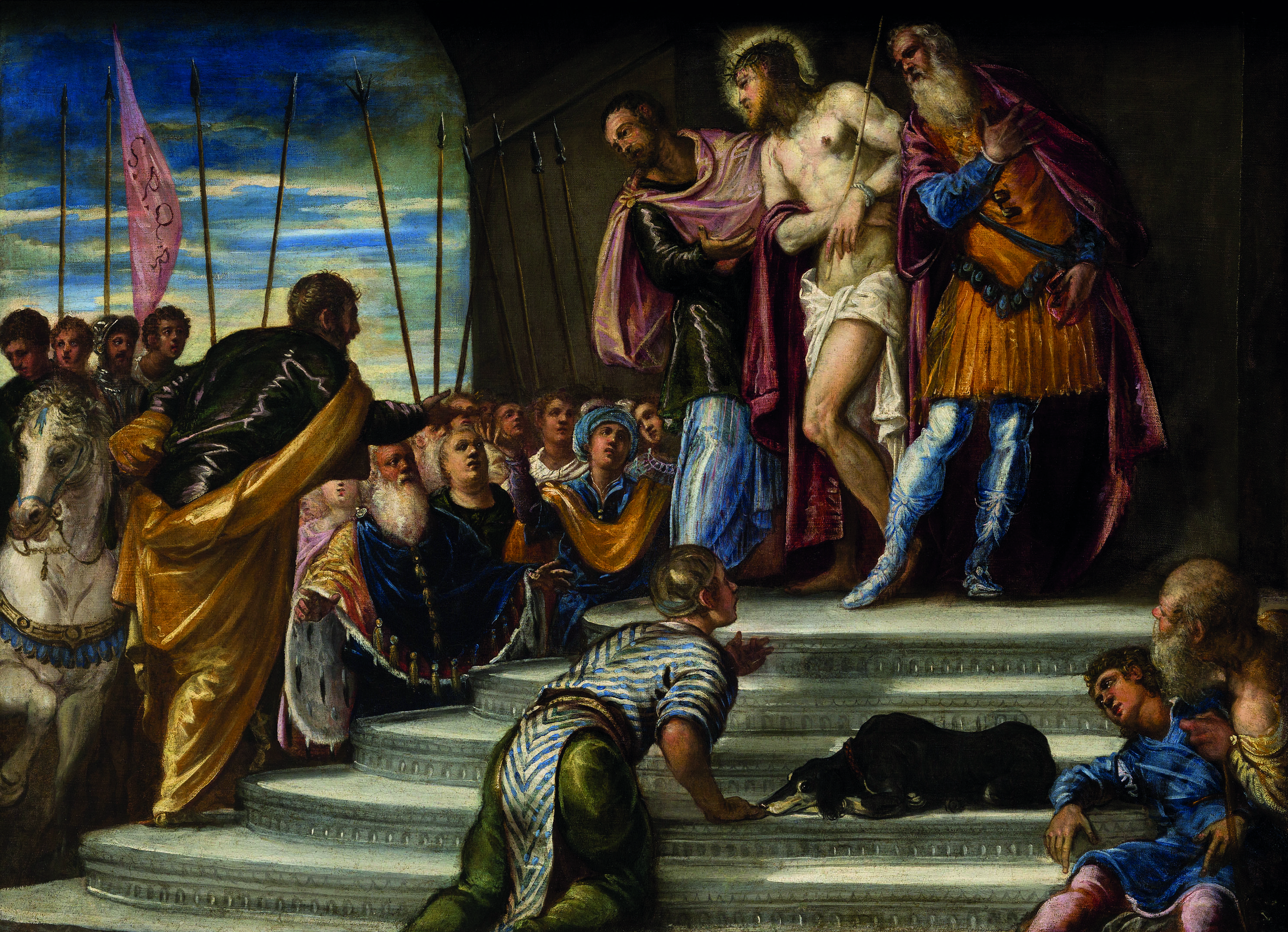
丁托列托，1546年
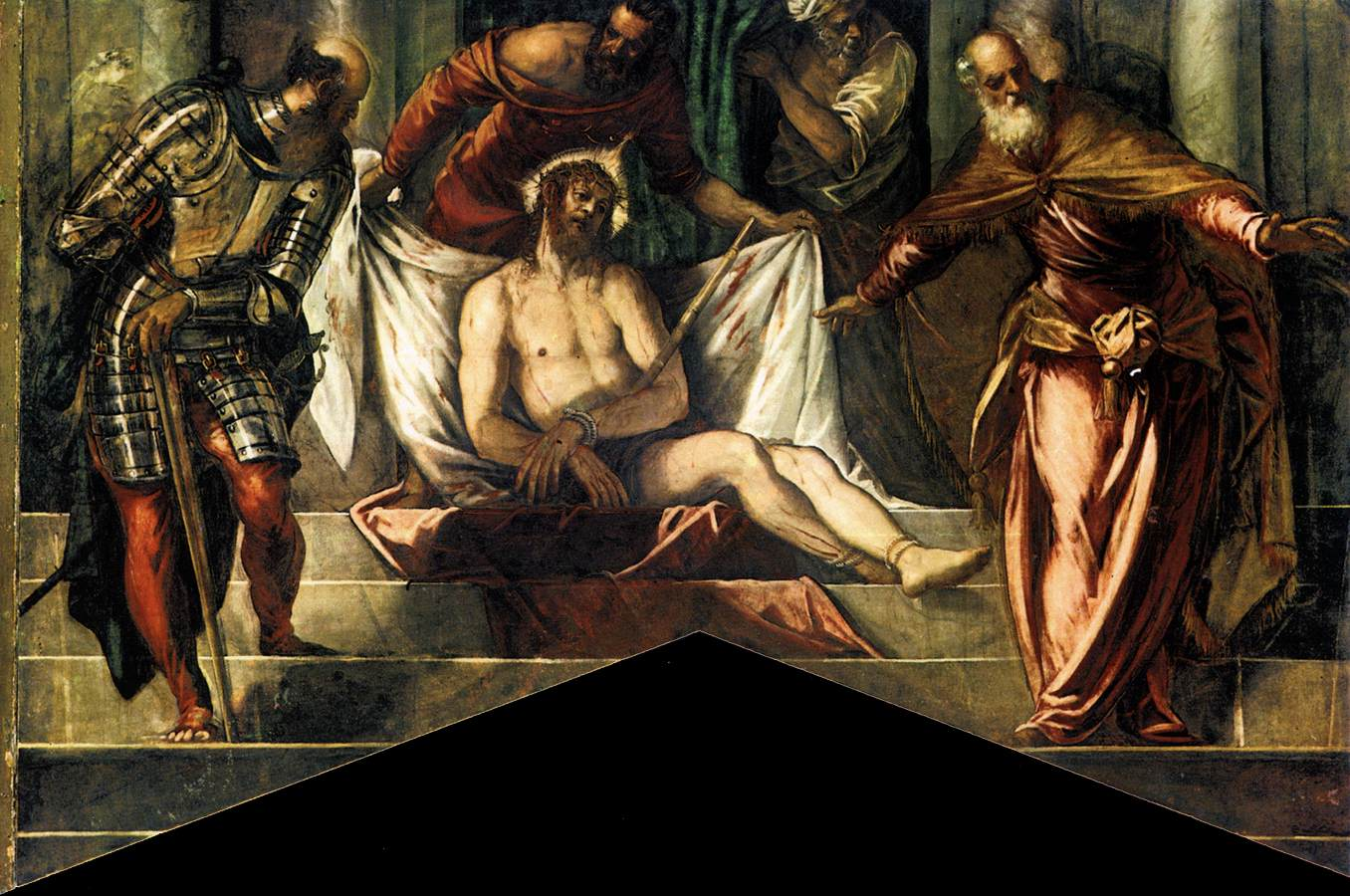
丁托列托，1566-1567年
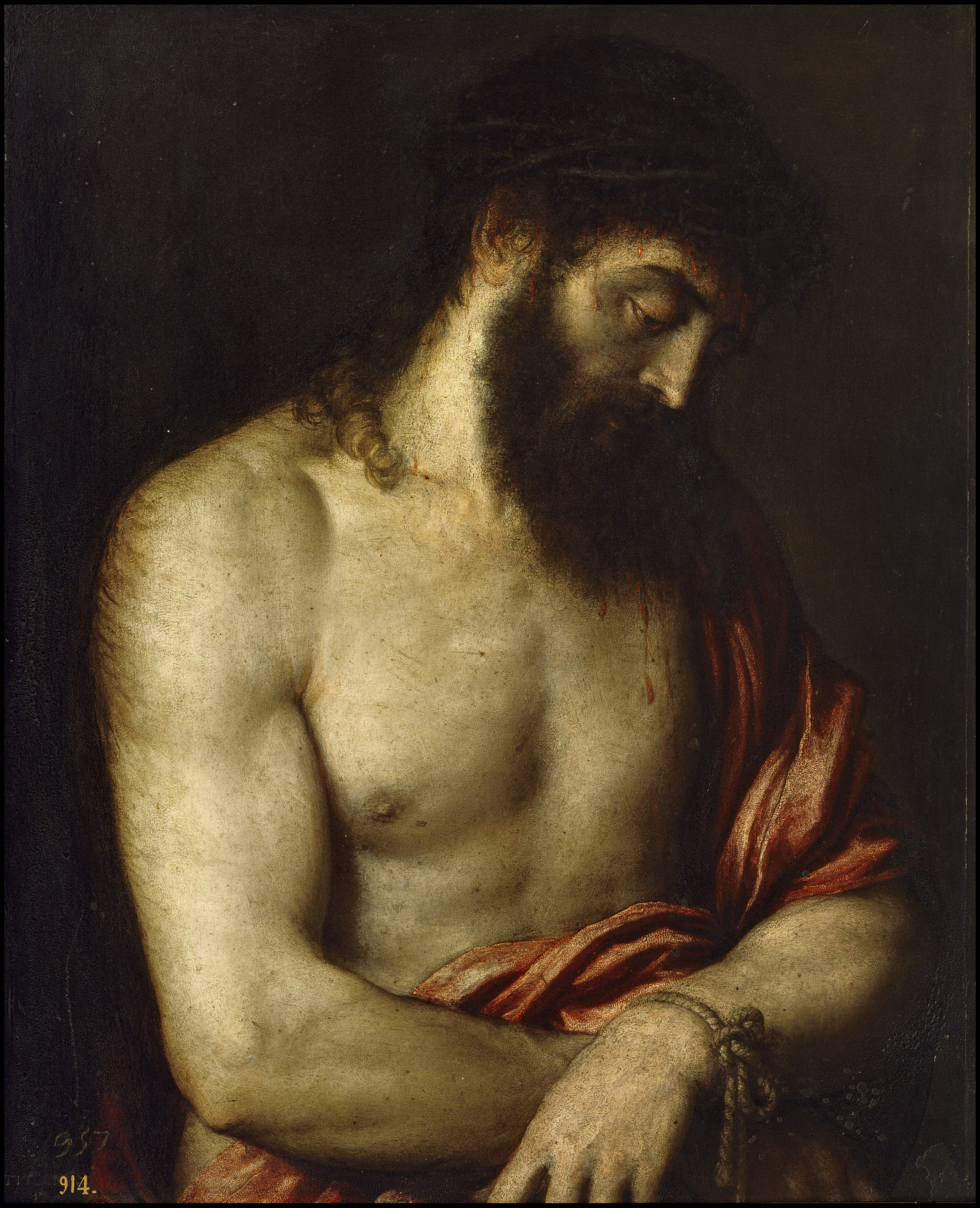
提香，1547年
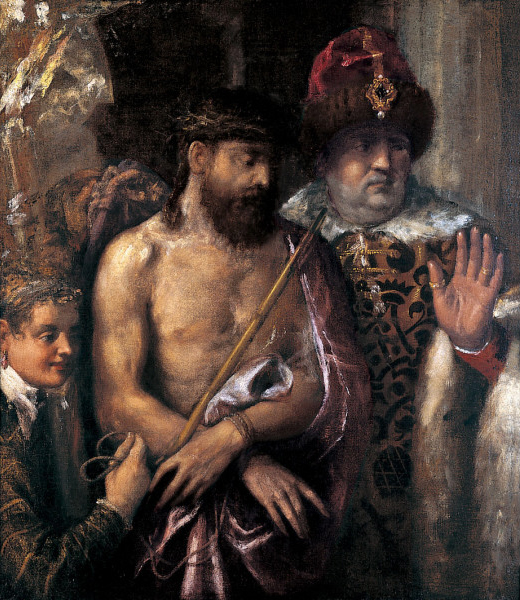
提香，1570-1576年
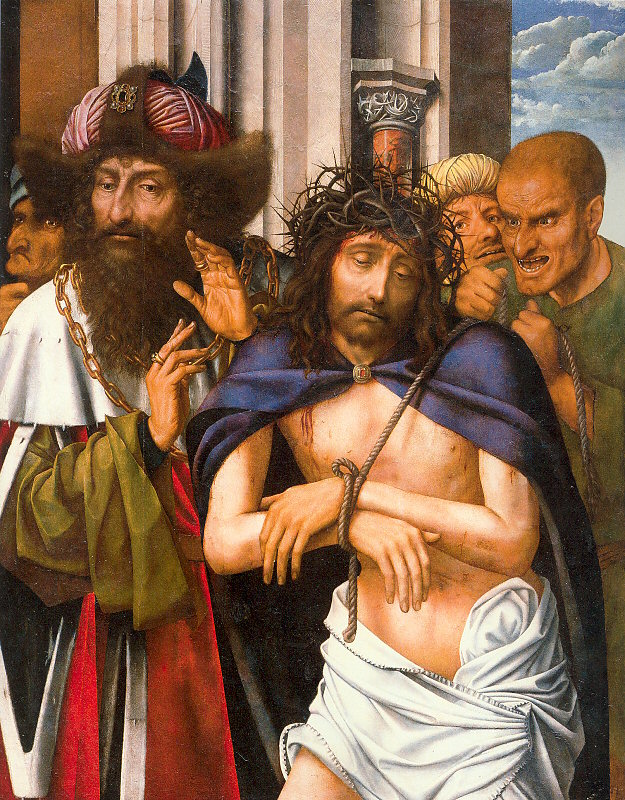
Quentin Massys，約1520年
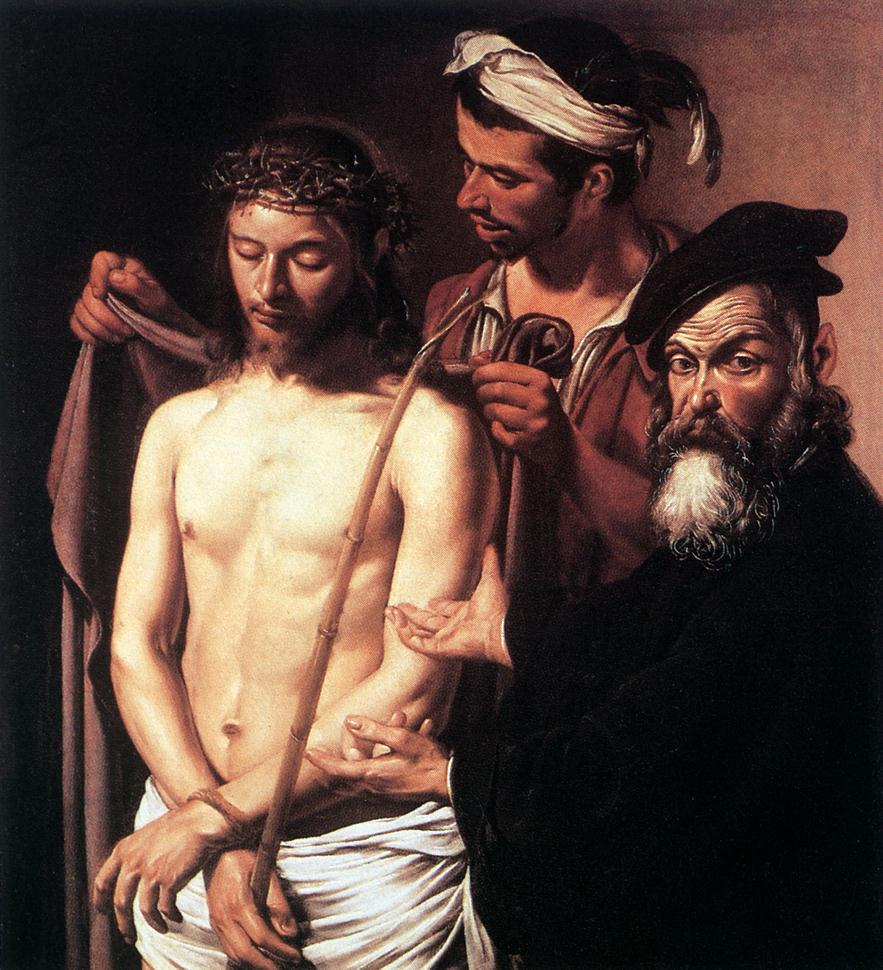
卡拉瓦乔，1605年
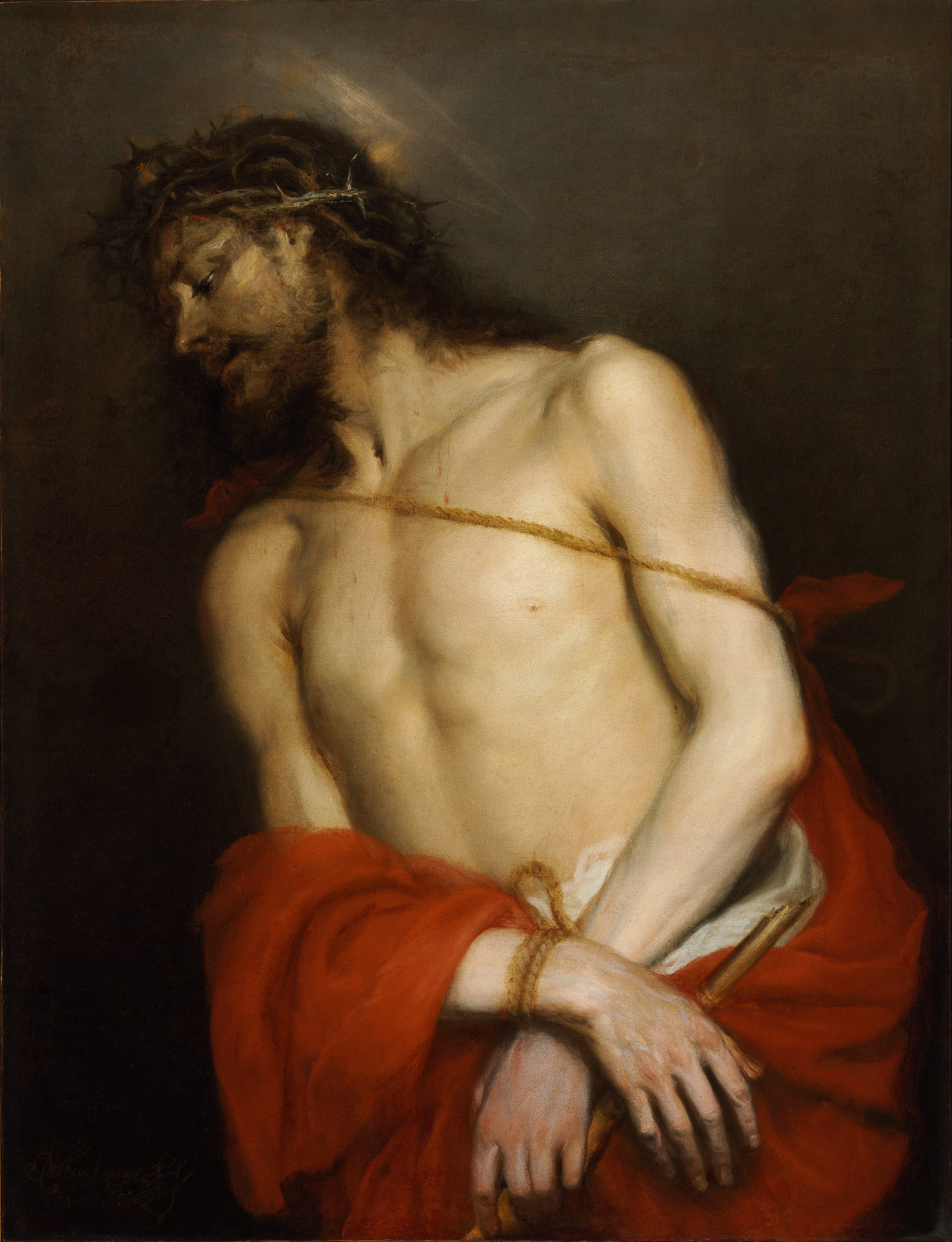
Mateo Cerezo，1650年
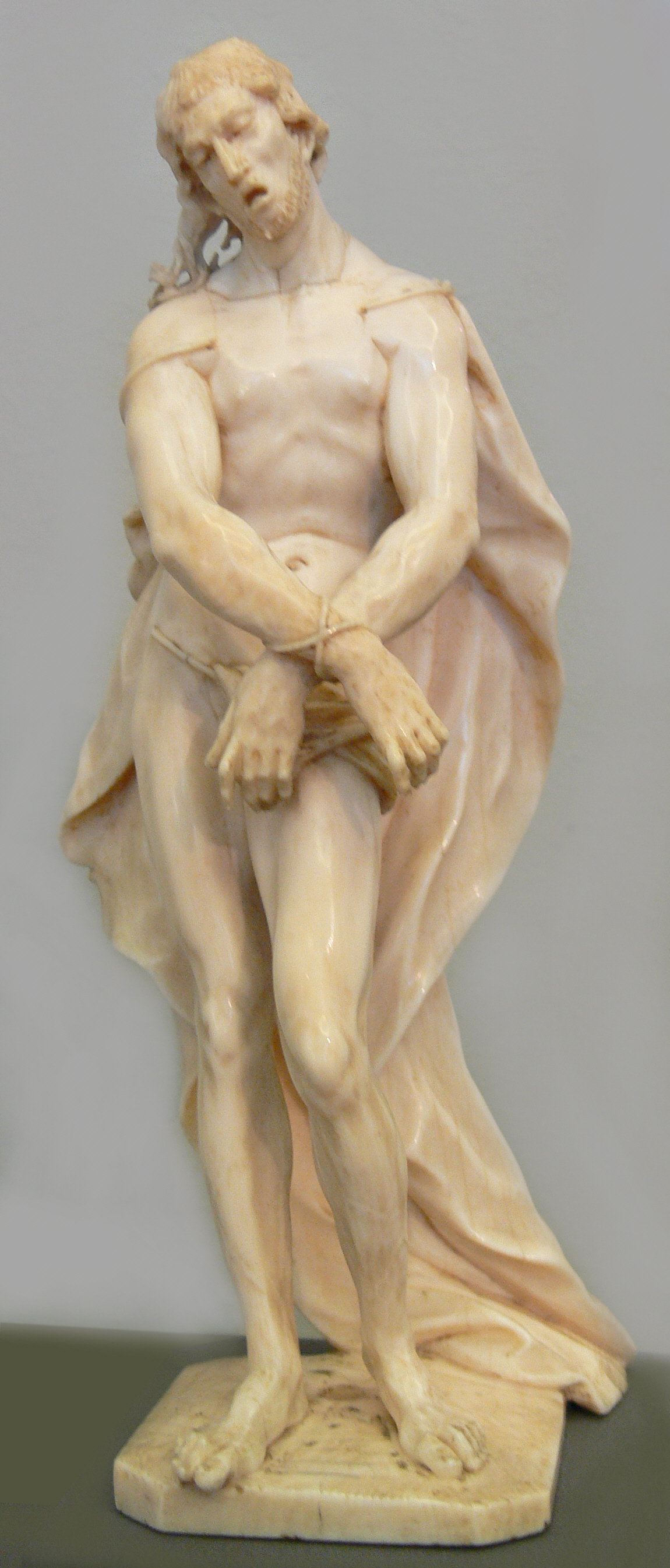
據說是Paul Egell，象牙，約 1720年
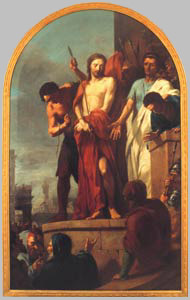
Tischbein, the elder，1778年
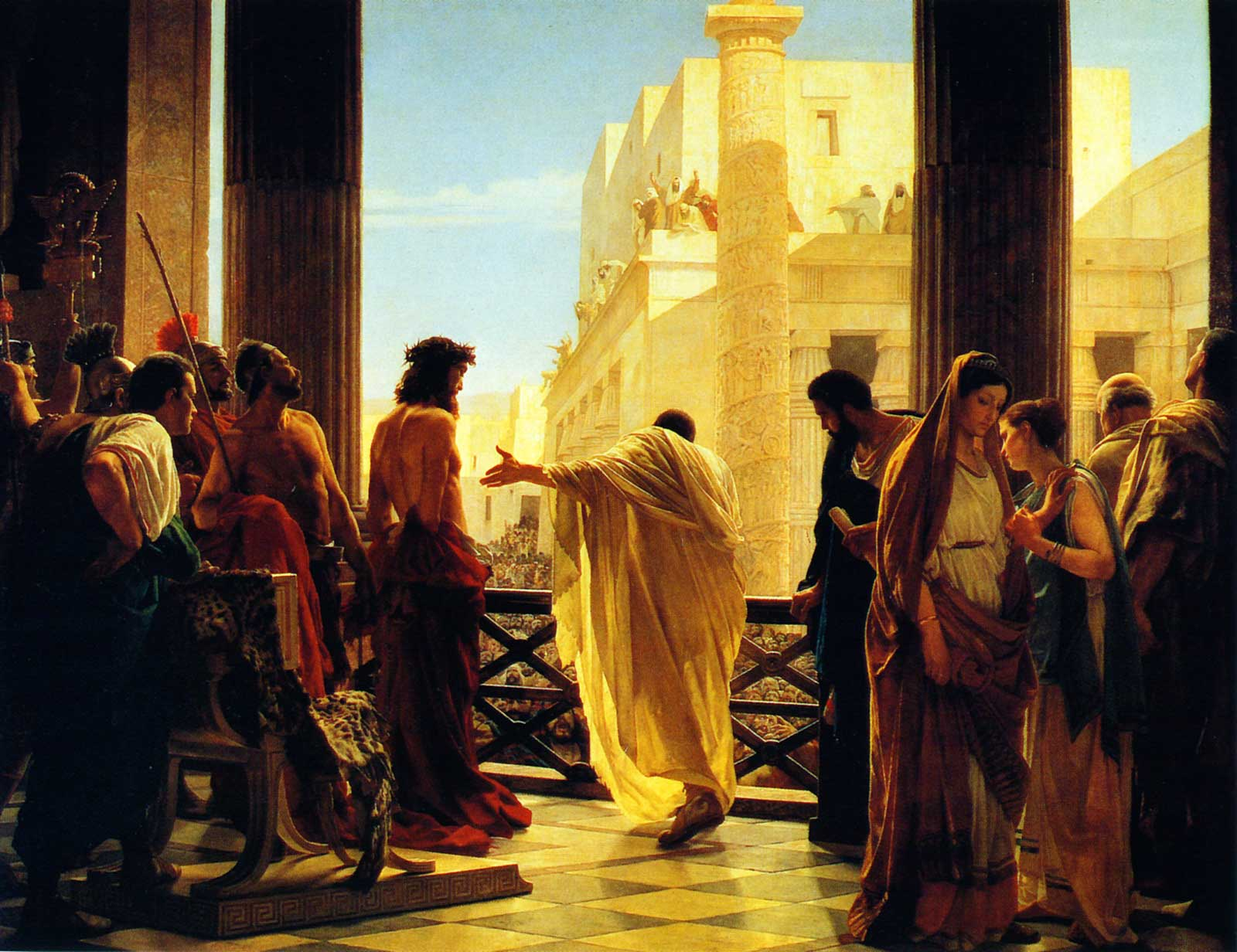
Antonio Ciseri，1871年
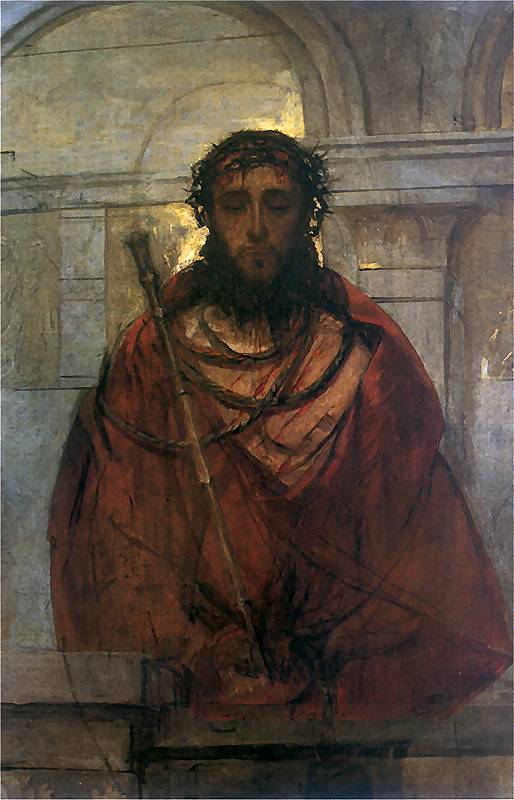
Albert Chmielowski，1881年